# 仁義佛立講開拓団
仁義佛立講開拓団（じんぎぶつりゅうこうかいたくだん）は、東京材木町（現・東京都港区）にあった乗泉寺の信徒が結成した満蒙開拓団。1945年（昭和20年）8月25日、満州国竜江省（現・中華人民共和国黒龍江省）において同開拓団の避難民約680人がソ連軍と中国人暴民に襲撃され、避難民多数が虐殺された。8月14日の葛根廟事件、8月17日の東京荏原開拓団の遭難 (双明子事件)、8月25日の仁義佛立講開拓団の遭難 (洮南西方20キロ) とを併せて、「総省三大遭難事件」、「興安三事件」、「興安省における三大遭難事件」と呼ぶ。

## 概要
1936年（昭和11年）、廣田内閣の「七大国策」の一つとして疲弊した地方農民などの救済を目的とした「満州開拓移民推進計画」が決議され、満州への移民政策が推進された。本門佛立宗では、この政策に従って「佛立満蒙開拓団」として関東、関西を中心に開拓移民を募集した。この時、東京材木町にあった乗泉寺の一般信徒達で「仁義佛立講開拓団」が結成され、1940～43年末にかけて満蒙国境に近い興安南省の西科前旗に入植した。

## 開拓団の遭難
1945年8月9日、ソ連軍が満洲国に侵攻を開始した。8月12日、開拓団にも関東軍がいる新京方面に脱出するよう避難命令が出された。脱出の途上、開拓団はソ連軍機の空襲や現地の中国人暴民の襲撃に遭いながら逃避行を続けたが、8月25日に竜江省洮南県西方20kmの地点でソ連軍の自動車化歩兵部隊と遭遇した。ソ連軍は避難民へ向けてトラックで突進しながら機銃掃射を行い、多数の避難民が射殺された。その後、トラックから降りてきたソ連兵が避難民に対して、生死を問わず銃剣などで止めを刺していった。児童ですら小銃の台尻で殴り殺されたという。避難民の中には絶望して自決した者も相当数にのぼり、生存者は20人ほどとされている。

## 慰霊碑
東京都八王子市加住町にある乗泉寺八王子別院の敷地内に慰霊碑が建立されている。